# Élections municipales bosniennes de 2020
Les élections municipales bosniennes de 2020 ont lieu le 15 novembre 2020 en Bosnie-Herzégovine.
Initialement prévues le 4 octobre 2020, les élections sont reportées d'un peu plus d'un mois faute du vote d'un budget pour leur organisation. Les sièges de 64 conseils municipaux et 14 conseils métropolitains sont à pourvoir en fédération de Bosnie-et-Herzégovine tandis que 56 conseils municipaux et 7 conseils métropolitains le sont en république serbe de Bosnie, auxquels s'ajoutent l'assemblée du district de Brčko. Les maires de l'ensemble de ces collectivités sont également élus au scrutin direct